# Babelomurex
Babelomurex is een geslacht van weekdieren uit de klasse van de Gastropoda (slakken).

## Soorten
- Babelomurex armatus (G. B. Sowerby III, 1912)
- Babelomurex atlantidis Oliverio & Gofas, 2006
- Babelomurex benoiti (Tiberi, 1855)
- Babelomurex bernardi (K. Nicolay, 1984)
- Babelomurex blowi (Ladd, 1976)
- Babelomurex capensis (Tomlin, 1928)
- Babelomurex cariniferoides (Shikama, 1966)
- Babelomurex cariniferus (Sowerby, 1834)
- Babelomurex centimanus Kosuge, 1985
- Babelomurex cookae Kosuge, 1988
- Babelomurex couturieri (Jousseaume, 1898)
- Babelomurex cristatus (Kosuge, 1979)
- Babelomurex dalli (Emerson & D'Attilio, 1963)
- Babelomurex deburghiae (Reeve, 1857)
- Babelomurex depressispiratus Oliverio, 2008
- Babelomurex deroyorum D'Attilio & Myers, 1984
- Babelomurex diadema (A. Adams, 1854)
- Babelomurex echinatus (Azuma, 1960)
- Babelomurex fax (F. M. Bayer, 1971)
- Babelomurex finchii (Fulton, 1930)
- Babelomurex fruticosus (Kosuge, 1979)
- Babelomurex gemmatus (Shikama, 1966)
- Babelomurex glaber Kosuge, 1998
- Babelomurex habui (Azuma, 1971)
- Babelomurex helenae (Azuma, 1973)
- Babelomurex hindsi (Carpenter, 1857)
- Babelomurex hirasei Shikama, 1964
- Babelomurex indicus (E. A. Smith, 1899)
- Babelomurex japonicus (Dunker, 1882)
- Babelomurex juliae (Clench & Aguayo, 1939)
- Babelomurex kawamurai (Kira, 1959)
- Babelomurex kawanishii (Kosuge, 1979)
- Babelomurex kinoshitai (Fulton, 1930)
- Babelomurex kuroharai (Habe, 1970)
- Babelomurex laevicostatus (Kosuge, 1981)
- Babelomurex latipinnatus (Azuma, 1961)
- Babelomurex lischkeanus (Dunker, 1882)
- Babelomurex longispinosus (Suzuki, 1972)
- Babelomurex macrocephalus Oliverio, 2008
- Babelomurex mansfieldi (McGinty, 1940)
- Babelomurex marumai (Habe & Kosuge, 1970)
- Babelomurex mediopacificus (Kosuge, 1979)
- Babelomurex memimarumai Kosuge, 1985
- Babelomurex microspinosus Kosuge, 1988
- Babelomurex miyokoae Kosuge, 1985
- Babelomurex nagahorii (Kosuge, 1980)
- Babelomurex nakamigawai (Kuroda, 1959)
- Babelomurex nakayasui (Shikama, 1970)
- Babelomurex natalabies Oliverio, 2008
- Babelomurex neocaledonicus Kosuge & Oliverio, 2001
- Babelomurex oldroydi (I. S. Oldroyd, 1929)
- Babelomurex pallox Oliverio, 2008
- Babelomurex pervernicosus (Suzuki, 1972)
- Babelomurex princeps (Melvill, 1912)
- Babelomurex problematicus (Kosuge, 1980)
- Babelomurex purpuraterminus (Kosuge, 1979)
- Babelomurex purpuratus (Chenu, 1859)
- Babelomurex ricinuloides (Schepman, 1911)
- Babelomurex santacruzensis (Emerson & D'Attilio, 1970)
- Babelomurex sentix (Bayer, 1971)
- Babelomurex shingomarumai (Kosuge, 1981)
- Babelomurex spinaerosae (Shikama, 1970)
- Babelomurex spinosus (Hirase, 1908)
- Babelomurex stenospinus (Kuroda, 1961)
- Babelomurex takahashii (Kosuge, 1979)
- Babelomurex tectumsinensis (Deshayes, 1856)
- Babelomurex tosanus (Hirase, 1908)
- Babelomurex tuberosus (Kosuge, 1980)
- Babelomurex tumidus (Kosuge, 1980)
- Babelomurex virginiae Kosuge & Oliverio, 2004
- Babelomurex wormaldi (Powell, 1971)
- Babelomurex yamatoensis Kosuge, 1986
- Babelomurex yumimarumai Kosuge, 1985